# Quenchen (Chemie)
In der chemischen Reaktionsführung bezeichnet man mit Quenchen (von englisch to quench „löschen“) das schnelle Abstoppen einer ablaufenden Reaktion zu einem bestimmten Zeitpunkt. Dies kann geschehen durch das schnelle Hinzufügen eines weiteren Reaktionspartners (gelegentlich auch als Quencher bezeichnet oder Scavenger), welcher eines der Edukte aus dem Reaktionsgemisch entfernt, durch eine Abkühlung, die die Geschwindigkeit der ablaufenden Reaktion so stark verringert, dass sie als nahezu gestoppt gilt, oder aber durch schnelle und starke Verdünnung, welche die Wahrscheinlichkeit der Reaktion zweier Reaktanten stark herabsetzt.

## Laboratorium
Im Laboratorium wird diese Technik beispielsweise genutzt, um kinetische Studien an Reaktionen durchführen zu können. Hierzu werden mehrere Ansätze der gleichen Reaktion unter gleichen Bedingungen nach unterschiedlichen Reaktionszeiten schnell abgestoppt, um anschließend mit geeigneten Messverfahren den bis zu diesem Zeitpunkt erfolgten Umsatz bestimmen zu können. Ein solches Verfahren ist immer dann nötig, wenn die direkte Messung in der laufenden Reaktion nicht möglich ist (beispielsweise weil zunächst eine Überführung des Produkts in eine für die Messung geeignete chemische Verbindung, Lösung oder Messapparatur nötig ist).
Synthesereaktionen können gequencht werden, indem das heiße Reaktionsgemisch auf Eis (bzw. ein Eis-Wasser-Gemisch) gegossen wird. Somit wird nicht nur die Temperatur erheblich herabgesetzt, sondern auch evtl. vorhandene Säure oder Base werden stark verdünnt und wasserunlösliche Komponenten ausgefällt.

## Technik
In der chemischen Verfahrenstechnik werden spezielle Quenchkühler eingesetzt, welche die Reaktionsgemische so stark abkühlen, dass eine Weiterreaktion, etwa zu unerwünschten Folgeprodukten, unterbunden wird. Insbesondere in der Gasbehandlung werden Gaswäscher zum Quenchen von Gasen eingesetzt, beispielsweise in einem Sprühwäscher zur Reinigung und Kühlung von Abgasen aus der Müllverbrennung.
Nicht immer kann durch bloßes Abkühlen eine Reaktion ausreichend verlangsamt werden. Auch durch das Einrühren spezieller Reaktionspartner kann eine Reaktion gestoppt werden. Bei Ansätzen im Tonnenmaßstab erschweren jedoch Analyse-, Zulauf- und Verrührzeiten das punktgenaue Abbrechen von Reaktionen.